# 汪廷璋
汪廷璋，字令闻，号敬亭，清代盐商。徽州府歙县西乡稠墅村人(今属郑村镇)。盐商世家。其曾祖汪镳（大千）迁居扬州，经营两淮盐业。至父亲汪交如财富达到千万，在扬州建有多处园林甲第，为淮南之冠。汪廷璋为其长子。乾隆六次南巡，曾参与接驾。

## 后代
- 长子汪焘，字春明；
- 次子汪熙，字宇周。
- 孙子：汪玉坡、汪元坡，工诗画。